# Чернишенко Дмитро Миколайович
 Дмитро Миколайович Чернишенко  (нар 20 вересня 1968 року, Саратов, РРФСР) — російський політичний діяч. Заступник голови уряду РФ з 21 січня 2020 року.

## Життєпис
Виріс у Майкопі й Сочі.
Закінчив Московський технологічний університ, інженер-системотехнік. Під час навчання намалював графіку для рекламного ролика МММ, за яку отримав свій перший гонорар у розмірі $1500.
1989—1991 — програміст у телекомунікаційній компанії.
1989 року разом з однокурсниками з МГТУ «Станкін» заснував компанію «Інформатика Маркетинг сервіс» (ІМС) — одну з перших студій комп'ютерної графіки в СРСР.
1991—1992 — заступник директора компанії ІМС.
1992—1994 — директор рекламного агентства СФТ
1993 — співзасновник рекламного агентства Media Arts, створеного на базі ІМС, яке незабаром отримало статус рекламного холдингу Media Arts Group.
1998—2002 — директор телевізійної виробничої студії «ДТВ-МА», яка виникла в результаті придбання холдингом Media Arts Group компанії D'агсу TV («Д'арсі Телевіжн»), що займалася зйомками рекламних роликів. Клієнтами «ДТВ-МА» були провідні міжнародні бренди та рекламні агентства. На рахунку студії більше 30 нагород російських і міжнародних фестивалів.
У 2002 року — став старшим віце-президентом Media Arts Group і очолив компанію Sportima, створену всередині холдингу для роботи в сфері спортивного маркетингу.
У листопаді 2005 року — очолив кампанію за право проведення Олімпійських і Паралімпійських ігор в Сочі, ставши генеральним директором Заявочного комітету «Сочі-2014».
З 2007 по 2014 року — був президентом Організаційного комітету XXII Олімпійських зимових ігор і XI Паралімпійських зимових ігор 2014 р. в Сочі.
З 26 вересня 2007 року — член президії Ради при Президенті Російської Федерації з розвитку фізичної культури і спорту, спорту вищих досягнень, підготовки та проведення XXII зимових Олімпійських ігор і XI зимових Паралімпійських ігор 2014 р. в Сочі. У перший рік членства (з 26 вересня 2007 р.по 5 вересня 2008 р.) обіймав посаду секретаря Ради.
З 12 листопада 2007 року — заступник Голови Наглядової ради Олімпбуд.
З жовтня по грудень 2014 року — очолював інвестиційну компанію Volga Group, що керує активами підприємця Геннадія Тимченко.
З 28 листопада 2014 року — президент і голова правління Континентальної хокейної ліги
З 23 грудня 2014 року — член Ради Федерації хокею Росії.
З 13 січня 2015 року — генеральний директор і голова правління Газпром-Медіа Холдинг.
З 2016 року є головою ради директорів Національного рекламного Альянсу РФ.
З 21 січня 2020 року — заступник Голови Уряду РФ з питань цифрової економіки та інновацій, зв'язку та ЗМІ, а також культури, туризму та спорту. Курирує реалізацію нацпрограм Цифрова економіка, культура, а також федерального проекту" Спорт — норма життя «нацпроекту». Також у його веденні питання держполітики у сфері ЗМІ та інноваційної діяльності, державного регулювання цін (тарифів) у сфері зв'язку та реалізації держпрограм у галузі IT та зв'язку. Крім того, відповідає за проведення особливо значущих спортивних заходів та взаємодію з релігійними організаціями.

## Санкції

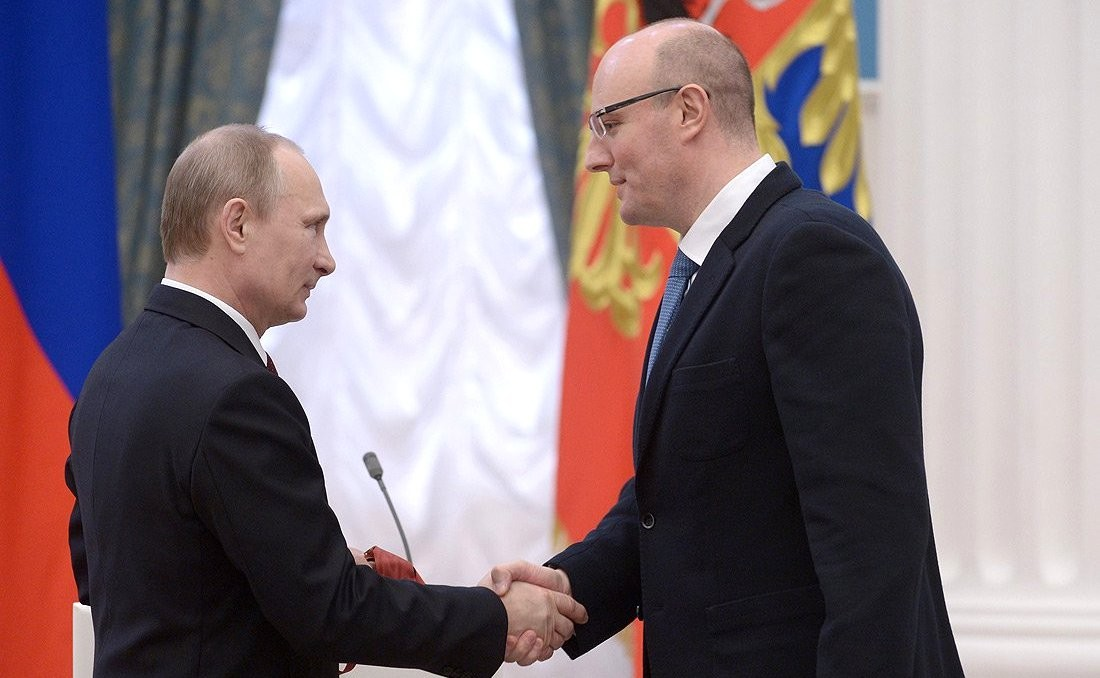
Нагородження орденом "За заслуги перед Вітчизною" II ступеня. 24 березня 2014 року

Через підтримку російської агресії та порушення територіальної цілісності України під час російсько-української війни перебуває під персональними міжнародними санкціями різних країн.
З 28 лютого 2022 року перебуває під санкціями всіх країн Європейського союзу, "за активну підтримку або здійснення дій чи політики, що підривають або загрожують територіальній цілісності, суверенітету і незалежності України, а також стабільності та безпеці в Україні".
З 9 травня 2022 року перебуває під санкціями Великої Британії. 
З 15 грудня 2022 року перебуває під санкціями Сполучених Штатів Америки.
З 4 березня 2022 року перебуває під санкціями Швейцарії.
Указом президента України Володимира Зеленського від 9 червня 2022 року перебуває під санкціями України.
З 22 листопада 2022 року перебуває під санкціями Нової Зеландії.
З 27 січня 2023 року під санкціями Японії.
24 лютого 2023 року внесений до санкційного списку Канади, як "еліта і близький соратник режиму".